# Nyanitama-Dibindinto
Nyanitama-Dibindinto ist ein Kultplatz im westafrikanischen Staat Gambia in der Nähe von Gunjur. Nördlich von Kenye-Kenye Jamango liegt dieser Kultplatz, an denen unfruchtbare Frauen Brot als Opfer darbringen.